# 闾井镇
闾井镇，是中华人民共和国甘肃省定西市岷县下辖的一个乡镇级行政单位。

## 行政区划
闾井镇下辖以下地区：
哈古村、闾井村、张寨村、台子村、杨寨村、林口村、和平村、大庄村、杜家村、后治村、草地村、颉代玛村、小林村、联合村、古岭村、喇嘛村、麻子村、八郎村、阳关村、新庄村、七孟村、古郎村、李家村和结山村。